# Кумсай (Темирский район)
Кумсай (каз. Құмсай) — село в Темирском районе Актюбинской области Казахстана. Входит в состав Саркольского сельского округа. Код КАТО — 155642500.
В 2 км к востоку находится Кумсайское месторождение нефти.

## Население
В 1999 году население села составляло 421 человек (210 мужчин и 211 женщин). По данным переписи 2009 года, в селе проживал 391 человек (195 мужчин и 196 женщин).